# Carl Bell (muzikant)
Carl Bell (Kenton, Tennessee, 9 januari 1967) is een Amerikaanse muzikant. Hij was een van de oprichters van de band Fuel, en speelt gitaar.